# Kerpen
Kerpen (pronunciación en alemán: /ˈkɛʁpn̩/ⓘ) es una ciudad del distrito de Rin-Erft, en Renania del Norte-Westfalia (Alemania). Se encuentra a 30 km al suroeste de Colonia.

## Historia
Enclave del Ducado de Brabante en el Electorado de Colonia y el Ducado de Julich, en 1482 pasó a formar parte de los Países Bajos de los Habsburgo, fue ocupada por los rebeldes neerlandeses en 1578 y recuperada por las tropas españolas el 15 de enero de 1579. En 1704 la villa fue conquistada por Juan Guillermo del Palatinado.

## División administrativa
La ciudad de Kerpen está dividida en 12 ortsteil.
- Balkhausen
- Blatzheim
- Brüggen
- Buir
- Horrem (con Götzenkirchen)
- Kerpen
- Manheim
- Mödrath
- Neu-Bottenbroich
- Sindorf
- Türnich
- Langenich

## Galería

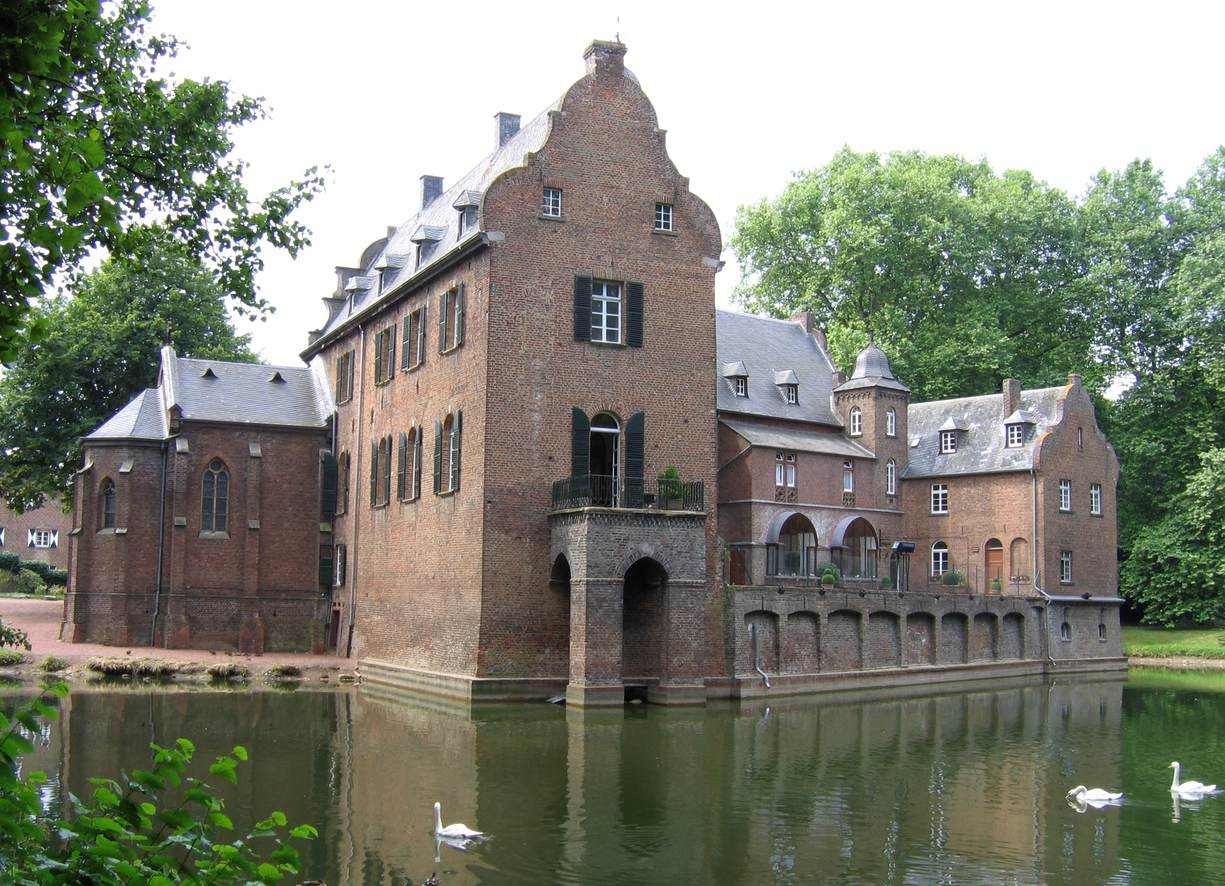
Palacio de Bergerhausen
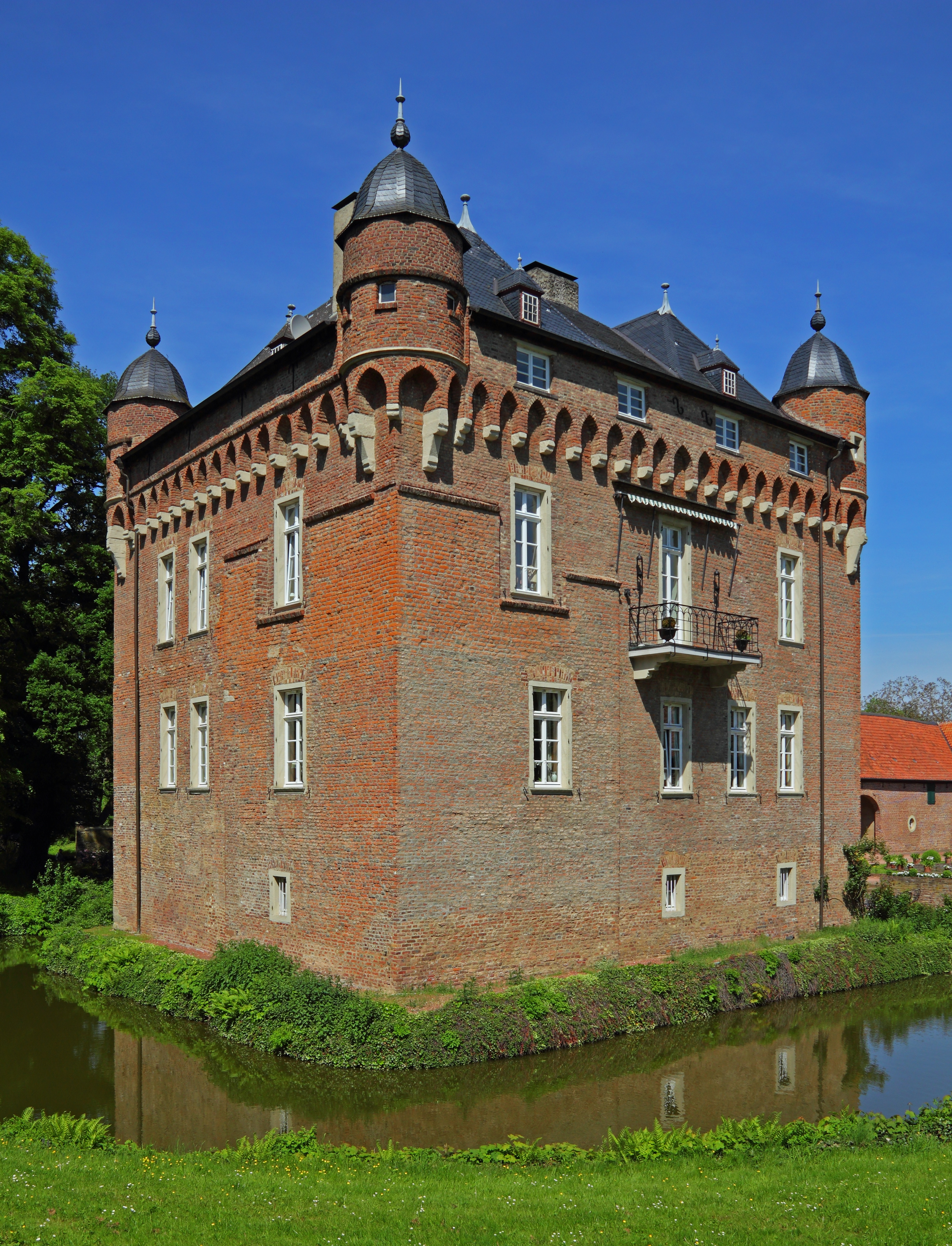
Palacio de Loersfeld
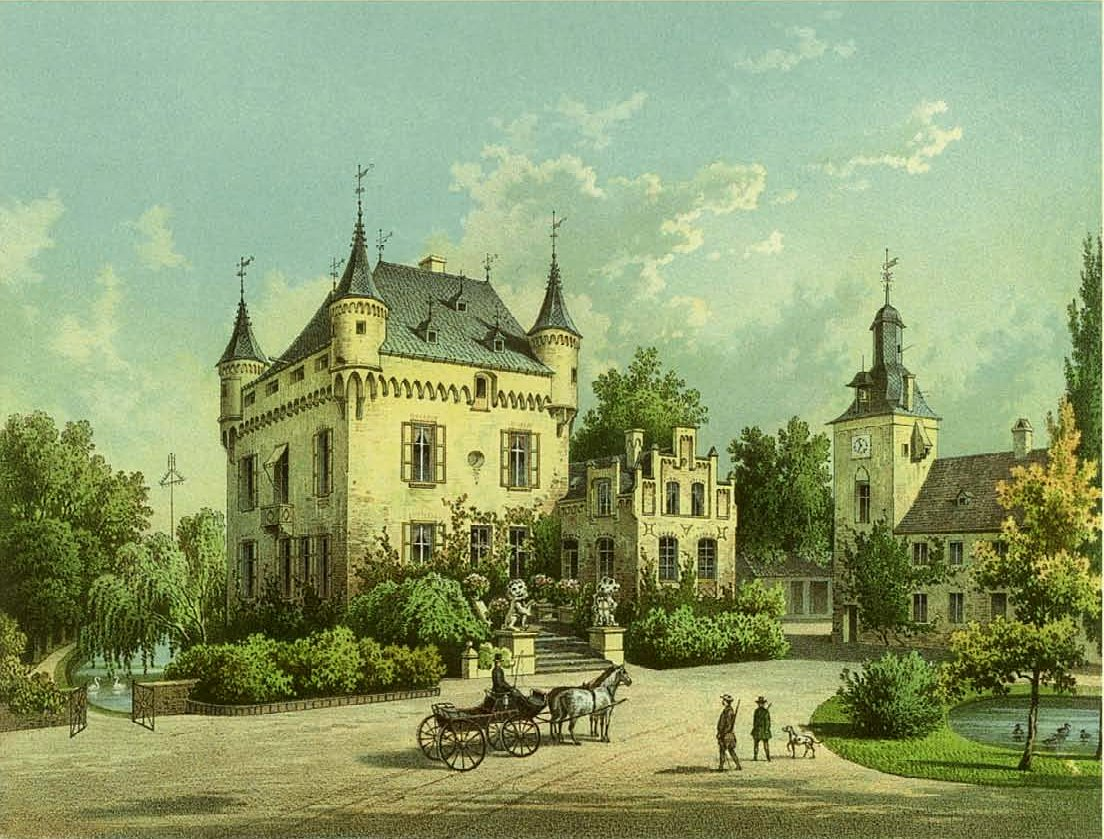
Palacio de Loersfeld en torno a 1860 (colección Alexander Duncker)
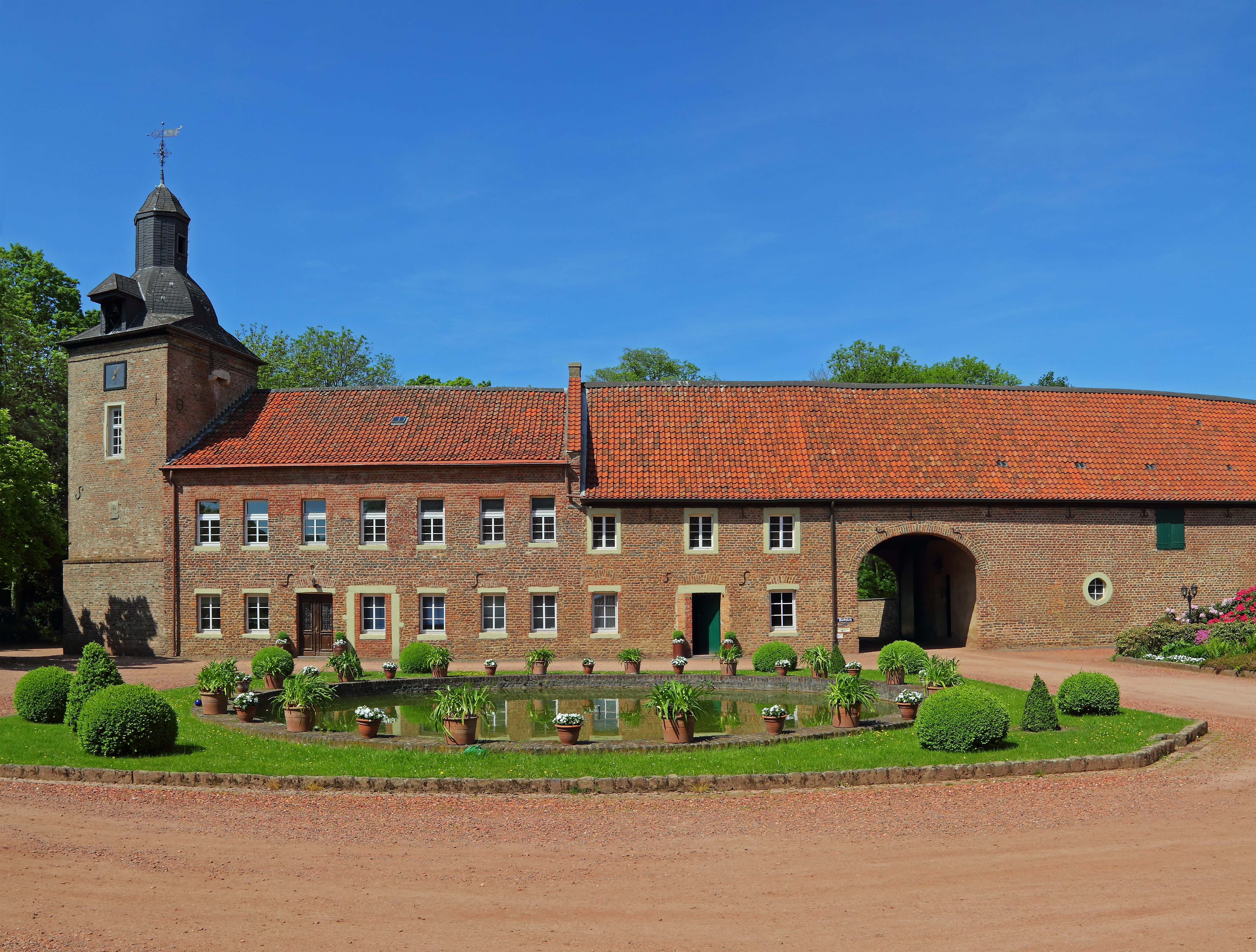
Palacio de Loersfeld

## Personajes célebres
- Michael Schumacher campeón del mundo de Fórmula 1 7 veces.
- Ludwig van Beethoven (1770-1827), compositor, vivió un tiempo en Kerpen; su casa era la antigua tienda „Strohband“.
- Pedro Schumacher Niessen (1839-1902), Obispo católico, desarrolló su misión en Ecuador, luego del exilio, en Samaniego,Colombia.
- Adolph Kolping (1813-1865), sacerdote y creador del Kolpingwerk.
- Peter Hecker (1884-1971) Pintor.
- Hermann Josef Baum (1927-2009), artista, dispone de un museo de arte e historia en su casa en Kerpen.
- Wolfgang von Trips (1928-1961), piloto de Fórmula 1.
- Karlheinz Stockhausen (1928-2007), Compositor
- Karin von Welck (* 1947), Senadora de Cultura de la ciudad federal de Hamburgo.
- Ady Zehnpfennig (* 1949), Músico
- Petra Hammesfahr (* 1951), escritora y guionista
- Franz-Peter Hofmeister (* 1951), atleta ganador de medallas olímpicas.
- Marlies Sieburg (* 1959), alcaldesa
- Timo Hübsch (* 1977), actor
- Ralf Paul (* 1971), dibujante de cómics
- Ralf Schumacher (* 1975), piloto de Fórmula 1 hermano de Michael Schumacher.
- Graham Bonney (* 1943 en Londres), cantante de "Schlager", tiene residencia en la ciudad
- Patrice Bart-Williams (* 1979), músico de Reggae.